# Conchobhar
Conchobhar ist ein männlicher Vorname.

## Herkunft und Bedeutung
Der Name ist irischen Ursprungs und ist im Irischen die Form von Conor. Weitere irische Varianten sind Conchúr, Connor.

## Bekannte Namensträger
- Conchobar mac Nessa, Figur der frühmittelalterlichen keltischen Mythologie Irlands; im Ulster-Zyklus tritt er als König von Ulster auf
- Conchobhar Mag Uidhir (1616–1645), irischer Adliger, Mitglied des Oberhauses des Irischen Parlaments und Teilnehmer der Irischen Rebellion von 1641